# Adrian van Arkel
Adrian van Arkel, född 1924 i Leiden, Nederländerna, död 2006, var en nederländsk svensk konstnär.
Van Arkel studerade konst vid konstakademien i Haag och vid Akademi Frochot i Paris samt under studieresor till bland annat Grekland, Frankrike, Spanien och Mexico. Han var sedan 1953 bosatt i Sverige. Hans konst består av landskap, stadsbilder och människor i en realistisk stil. Arkel är representerad vid Stockholms läns landsting.